# أماديا (رواية)
أماديا هي إحدى روايات الروائية الأمريكية دانيال ستيل (بالإنجليزية: Echoes)‏ وهي من الروايات الرومانسية.

## نبذة قصيرة
تدور أحداث الرواية عن فتاة من أم يهودية وأب فرنسي تفقد أسرتها في الحرب العالمية الثانية وتتطوع في المقاومة الفرنسية وتقوم بأعمال بطولية ضد العدو وتتعرف على عميل سري بريطاني تحاول عن طريقه الوصول إلى عائلتها التي فقدتها في الحرب.